# Ryan közlegény megmentése
A Ryan közlegény megmentése (eredeti cím: Saving Private Ryan) 1998-ban bemutatott amerikai háborús filmdráma Steven Spielberg rendezésében, Tom Hanks főszereplésével. A forgatókönyvet Robert Rodat írta.

## Cselekmény
1944. június 6-án a szövetségesek partra szállnak Normandiában. Az amerikai katonák közt harcol John H. Miller százados is, aki az akció során rengeteg emberét elveszíti, néhány katonájával együtt azonban túlélik a csatát. Néhány nappal később Miller újabb küldetést kap: megmaradt osztagával meg kell keresnie és kimenekítenie a frontról egy James Francis Ryan nevű közlegényt, akinek az értesülések szerint mindhárom fivére egyszerre esett el a háborúban, így ő az utolsó férfisarja családjának. Ellenben arról nincsenek pontos információk, hol tartózkodik jelenleg a közlegény, annyit tudni, hogy az ejtőernyősökkel ugrott néhány nappal korábban.
Miller így hét emberrel indul útnak: Horvath őrmesterrel, Upham tizedessel – aki csupán tolmácsoláshoz és a térképekhez ért –, Reiben, Mellish és Caparzo közlegénnyel, a felcser Wade-del, illetve a mesterlövész Jacksonnal. Indulásuk után a katonák fogadást kötnek, vajon mi lehetett századosuk foglalkozása a háború előtt. Egy kisvárosba érvén, amerikai csapatokkal találkoznak, akik azt állítják, Ryan talán a város másik végén lehet, az utat azonban elzárták a németek. Mikor az osztag tovább indul, Caparzot váratlanul lelövi egy ellenséges mesterlövész, akivel aztán később Jackson végez. Caparzo belehal sérülésébe. Az immár hatfős csapat a többi honfitársukkal még aznap megsemmisíti a német egységeket, így eljutnak a város túloldalára, ahol valóban találnak egy "Ryan"-t, ám néhány percen belül kiderül, nem ő az, akit keresnek.
Millerék estére a városban szállnak meg, elalvás előtt a háború borzalmairól beszélgetnek. Másnapra virradóan továbbindulnak, és egy lezuhant amerikai repülőgép roncsainál találkoznak több száz sebesült és menetelő katonával, akik közül néhány sérültet Wade doki ellát. Hogy segítségükre legyen, a lezuhant repülő életben maradt pilótája dögcédulák tucatjait nyomja Millerék kezébe, azok között azonban nem szerepel James Ryan neve. Pillanatokkal később feltűnik egy halláskárosodott katona, aki azt állítja, együtt ugrott ki az ejtőernyős osztagnál Ryannel, akit landolásuk után egy ezredes vett csapatába, ugyanis embereket toborzott egy híd megvédésére. Miller rájön, melyik hídhoz kell menniük, ám az odaút során, egy elhagyatott rádióállomáshoz érve, németekbe botlanak, majd tűzharc alakul ki. Az ütközetben Wade doki súlyos sérülést szerez egy becsapódó repeszgránáttól és meghal, ennek ellenére sikeresen elfoglalják az állomást és egy foglyot is ejtenek. A fritzet befogják, hogy temesse el a halottakat, csakhogy feladata elvégzése közben Upham összebarátkozik vele, amit aztán a többiek nem néznek jó szemmel. Reiben megelégeli a dolgot, és meg akarja ölni a nácit, mire néhány társa ellene fordul. Végül Upham többszörös kérésére, az eset előtt tehetetlenül álló Miller úgy dönt, elengedi a foglyot, miután pedig ez megtörtént, lezárja a korábban kötött fogadást, és elárulja: seregbe kerülése előtt tanárként dolgozott egy kisvárosban. Emberei ugyan meglepődnek, lassan felmerül bennük a kérdés: miért is kell nyolc ember életét kockáztatni egyért cserébe?
Az ötfős létszámra csappant osztag továbbáll, és egy mezőn újabb ellenségbe botlanak, ezúttal egy harckocsiba. Váratlanul néhány amerikai katona tűnik fel, és likvidálják a német egységet, majd bemutatkoznak Millerék. Ekkor derül ki, hogy az ismeretlen katonák közt van a keresett James Ryan is, aki ugyan hullat néhány könnyet fivérei halálhíre hallatán, azonban közli a századossal: nem megy velük sehova, kötelességének érzi, hogy segítsen ezredesének megvédeni egy közeli hidat. Milleréknek nem marad más választásuk, kénytelenek Ryanékhez szegődni, akik a híd melletti romos városában készülnek fel, hogy megütközzenek az ide tartó német csapatokkal. Míg Miller, Horvath, Upham és Mellish bombákat készítenek, Jackson a templomtoronyban keres fedezéket.

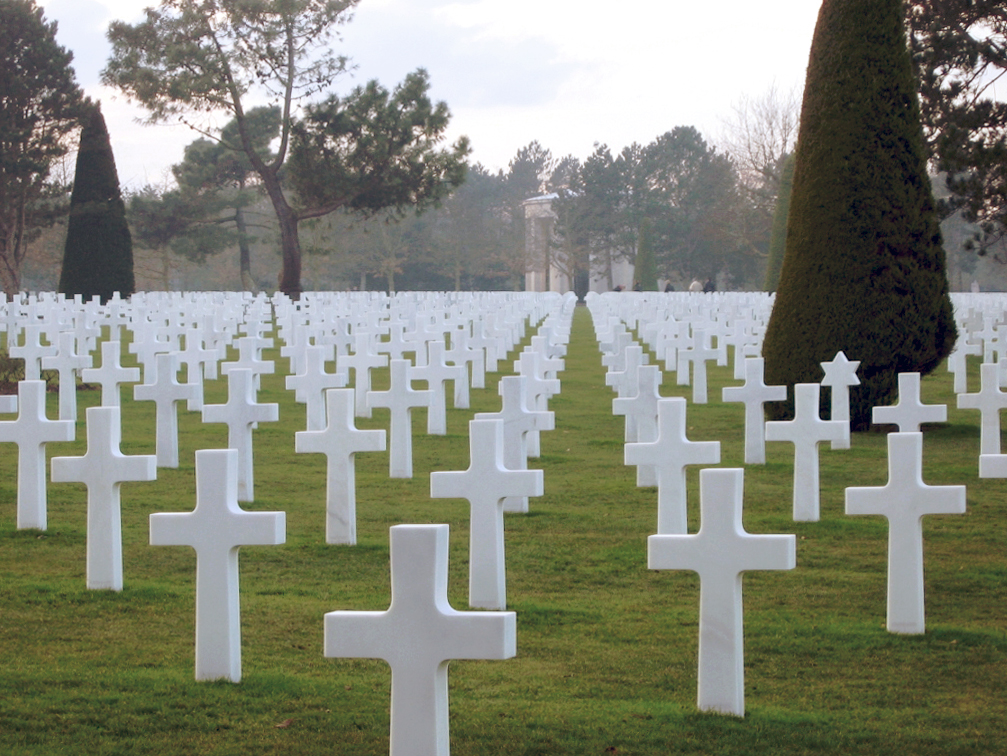
A film nyitó- és zárójelenetének helyszíne, a normandiai amerikai katonai temető

Néhány órán belül fel is tűnnek az első ellenséges tankok és katonák, és óriási harc veszi kezdetét: az amerikaiak puskákkal, gépfegyverekkel és páncélöklökkel, Jackson mesterlövészpuskával öli a németeket, Upham muníciót szállít, Reiben és néhány társa pedig robbanószerekkel semmisítik meg a német tankokat. Azonban egyre több náci egység és tank jelenik meg, ráadásul egy utóbbi kilövi a nagy segítséget nyújtó Jacksont a templomtoronyból, illetve Mellish életét is kioltja egy ellenséges katona, méghozzá ugyanazzal a késsel, amit Mellish még a partraszálláson zsákmányolt egy elesett némettől. Végignézve Mellish meggyilkolását, a félelemtől reszkető Upham egy sötét sarokba húzza meg magát. Mivel a győzelem esélye teljesen kizárt, az amerikaiak a híd mögé vonulnak, miközben Horvath őrmestert találat éri és meghal, és Miller százados is súlyos sebet kap. A híd túloldalán rekedt Upham végre erőt vesz félelmén, és több ellenséget is lefegyverez, Miller százados gyilkosát pedig lelövi. Váratlanul szövetséges repülőgépek jelennek meg és elpusztítják a túlerőben lévő német csapatokat, azonban ez idő alatt Miller belehal sérülésébe. A küldetés ugyan sikeres volt; Ryan megmenekült, a hétfős osztagból csupán ketten maradtak életben: Upham és Reiben...
Fél évszázaddal a történtek után, a megkorosodott Ryan családjával együtt ellátogat a világháborúban elhunytak temetőjébe, ahol Miller sírjánál tisztelegve, megköszöni a századosnak, amit élete utolsó óráiban érte tett.

## Szereplők
| Színész         | Szerep                                         | Magyar hang     |
| --------------- | ---------------------------------------------- | --------------- |
| Tom Hanks       | John H. Miller százados                        | Kőszegi Ákos    |
| Tom Sizemore    | Michael Horvath őrmester                       | Gesztesi Károly |
| Edward Burns    | Richard Reiben közlegény, BAR lövész           | Laklóth Aladár  |
| Jeremy Davies   | Timothy E. Upham tizedes, tolmács és térképész | Lippai László   |
| Barry Pepper    | Daniel Jackson közlegény, mesterlövész         | Bolba Tamás     |
| Adam Goldberg   | Stanley Mellish közlegény, lövész              | Széles Tamás    |
| Vin Diesel      | Adrian Caparzo közlegény, lövész               | Galambos Péter  |
| Giovanni Ribisi | Irwin Wade közlegény, szanitéc                 | Csőre Gábor     |
| Matt Damon      | James Francis Ryan közlegény, ejtőernyős       | Stohl András    |

## A film ötlete
1994-ben Robert Rodat forgatókönyvíró egy olyan emlékművet látott New Hampshire városában, amely nyolc – az amerikai polgárháborúban elesett – fivérnek állított emléket. Ez adott ihletet Robatnak, aki nem sokkal később meg is írta a forgatókönyvet, majd bemutatta Mark Gordon producernek. Gordonnak tetszett a történet, később csatlakozott hozzájuk Steven Spielberg és Tom Hanks is. Spielbergnek már volt tapasztalata második világháborús történetek terén, mivel ő rendezte A Nap birodalma és a Schindler listája című filmeket, illetve a Ryan közlegény megmentése után Az elit alakulat című, szintén nagy sikerű és hasonló stílusú tízrészes minisorozatot. A film forgatása végül 1997-ben kezdődött meg.

## Történelmi eredet
Miközben Rodat a forgatókönyv megírásán dolgozott, találkozott Frederick Niland őrmester második világháborús történetével: a „monda” szerint az őrmester a 101. légi szállítású hadosztály egyik repülőgépéből való ejtőernyős ugrását követően, társaival együtt elvétette a landolási zónát, mikor pedig végül rátaláltak és csatlakoztak a Carentannál lévő csapataikhoz, az egyik ottani lelkész szörnyű híreket közölt: Niland mindhárom fivére elesett a fronton, kettő Normandiánál, egy pedig a Távol-Keleten. Nilandot a történtek után haza akarták küldeni, ám az csak 1944 szeptembere után tért vissza Amerikába, ahol aztán meglepő látvány fogadta: testvére, akit a Távol-Keleten elesettnek hittek, életben volt.

## A film csatajelenetei

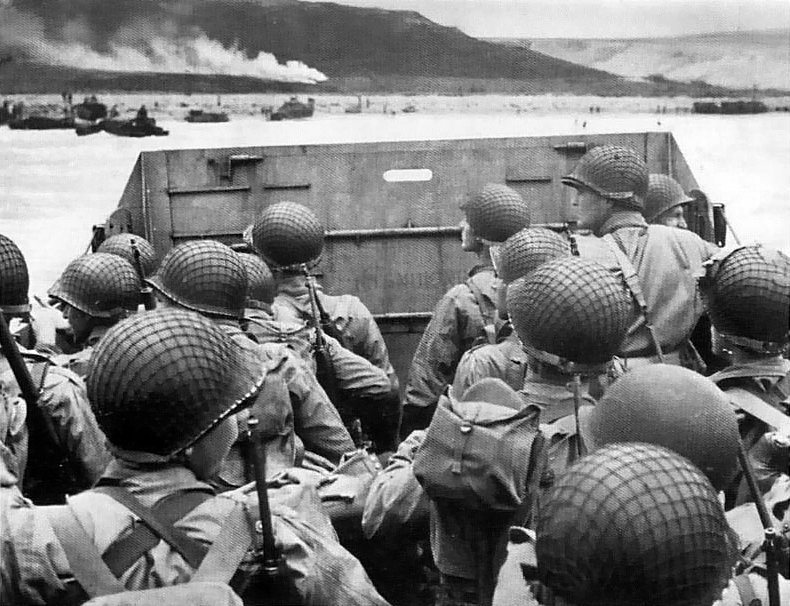
Partraszállás előtt az Omaha partszakasznál 1944. június 6-án

A Ryan közlegény megmentése a valószerű ábrázolások miatt minden idők egyik legjobb és leghíresebb második világháborús filmje, ezt bizonyítja, hogy a TV Guide a „világ legjobb 50 filmje” közé sorolta. Különösen jól kidolgozott az első 24 percben lejátszódó normandiai partraszállás jelenete, amit „minden idők legjobb csatajelenetei” között tartanak számon, az Empire magazin szavazása szerint. A filmben feltűnő Omaha Beach helyszínét Írországban építették fel, ami 11 millió dollárba került. Az itt felvett képkockákon valódi, végtagjaikat leamputált emberek is láthatók, akik a film szerint a csatában megsebesült, kezüket-lábukat elvesztő katonákat alakítanak. A stáb 40 hordó „hamis” vért használt fel arra a részre, ahol a katonákat a víz alatt éri találat. Ezeket többnyire vízálló kamerákkal rögzítették. Az egyik legnagyobb gondot az okozta, hogy kevés második világháborús, működő német páncélozott jármű maradt fenn a történelem során, így a filmben feltűnő Tigris tankok mindegyike másolat. Ezeken kívül a híd megvédése igazából nem volt valódi történelmi esemény.

## Fontosabb díjak
| Év   | Díj              | Kategória                   | Díjazott                                                         |
| ---- | ---------------- | --------------------------- | ---------------------------------------------------------------- |
| 1999 | BAFTA-díj        | Legjobb vizuális effektusok | Neil Corbould Stefen Fangmeier Roger Guyett                      |
| 1999 | BAFTA-díj        | Legjobb hang                | Richard Hymns Andy Nelson Ron Judkins Gary Rydstrom Gary Summers |
| 1999 | Golden Globe-díj | Legjobb rendező             | Steven Spielberg                                                 |
| 1999 | Golden Globe-díj | Legjobb film                | -                                                                |
| 1999 | Oscar-díj        | Legjobb rendező             | Steven Spielberg                                                 |
| 1999 | Oscar-díj        | Legjobb operatőr            | Janusz Kamiński                                                  |
| 1999 | Oscar-díj        | Legjobb hangeffektusok      | Gary Rydstrom Richard Hymns                                      |
| 1999 | Oscar-díj        | Legjobb hang                | Gary Rydstrom Andy Nelson Gary Summers Ron Judkins               |
| 1999 | Oscar-díj        | Legjobb vágás               | Michael Kahn                                                     |